# Ida Bagus Nyoman Rai
Pour les articles homonymes, voir Rai.
 (juillet 2014).
Ida Bagus Nyoman Rai, connu comme I Bagus Nyoman Rai Tengkeng ou Ida Bagus Nyoman Rai Klingking (~1915 - 2000), est un peintre traditionnel balinais de Sanur, une station balnéaire près de Denpasar à Bali, en Indonésie.

## Biographie
Né à Sanur, entre 1907 et 1920, Ida Bagus Nyoman Rai venait d'une famille brahmane. Il a commencé à peindre à l'adolescence. Lors de la naissance de la Pitamaha Art Association dans les années 1930, Ida Bagus Nyoman Rai et d'autres peintres de Sanur ont commencé à vendre des dessins illustrant la vie des pêcheurs, à la demande de son frère Neuhaus, qui possédait un magasin de poissons tropicaux à Sanur. Jusqu'à sa mort, Ida Bagus Nyoman Rai a principalement produit des dessins en noir et blanc sur papier.
Au cours des années 1930, il est apprécié de Theo Meier, un artiste  suisse (1908-1982) qui devint son premier et fidèle mécène. Plusieurs de ses œuvres ont été découvertes lors de la vente de la succession Theo Meier en 2002. Après la Seconde Guerre mondiale, il se lie d'amitié avec l'artiste australien Donald Friend, qui a vécu à Bali de 1968 à 1980 et avait une maison sur la plage de Jimbaran. Nyoman est l'un des rares peintres balinais de sa génération ayant produit des dessins saisissant des événements historiques autour de son village. Plusieurs de ses dessins représentent des baleines échouées sur la plage de Sanur. Il a également rapporté des événements relatifs à l'occupation japonaise.

## Collections publiques
Les œuvres de cet artiste sont dispersées à travers le monde, dans les musées et chez les collectionneurs privés. On peut les trouver à la Galerie nationale d'Australie, au Tropenmuseum d'Amsterdam, au Musée d'Ethnologie de Leyde et au Musée des cultures de Bâle. À Bali, ses œuvres peuvent être vues au Agung Rai Museum of Art (en) et au Museum Puri Lukisan (en).